# Celypha flavipalpana
Celypha flavipalpana es una especie de polilla del género Celypha, tribu Olethreutini, familia Tortricidae. Fue descrita científicamente por Herrich-Schaffer en 1851.
La envergadura es de unos 13–17 milímetros. Se distribuye por Europa: Suiza.